# Palacio de Buriti

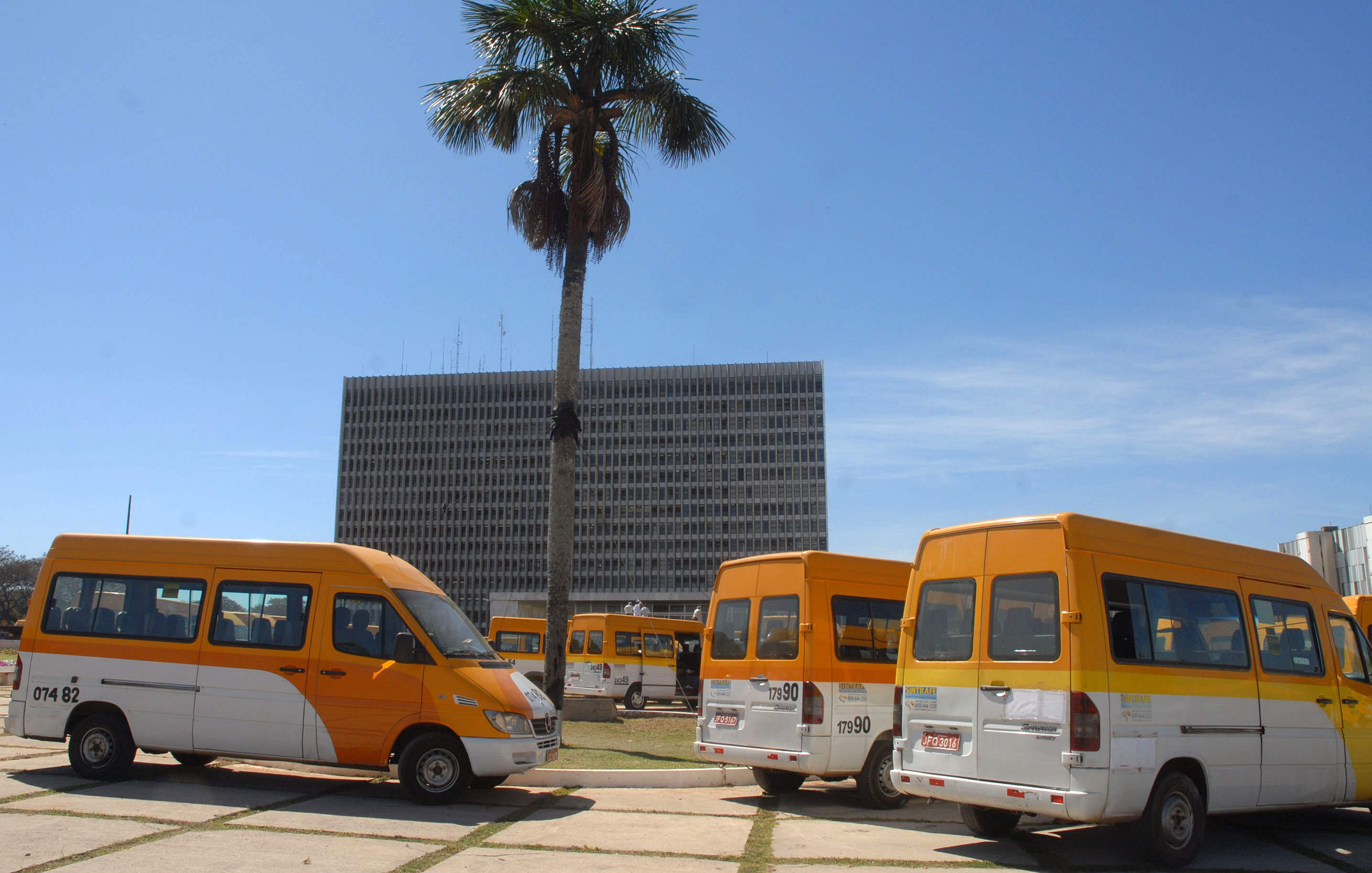
El palacio con la palma de moriche al frente.
(Foto: Valter Campanato/ABr)

El Palacio de Buriti es un edificio público de Brasilia que sirve como sede del gobierno de Distrito Federal. Está situado en el Sector de la Administración Municipal y fue inaugurado en agosto de 1969.

## Historia
El palacio fue un proyecto del arquitecto Nauro Jorge Esteves y su nombre deriva de la planta símbolo de la ciudad, el moriche (buriti, en portugués). Un ejemplar de esa especie, trasplantado de un camino que unía a Anápolis con Brasilia, ornamenta sus jardines.
El 7 de abril de 2008, el gobierno federal, en razón de reformas efectuadas en el Palácio do Planalto, formalizó su transferencia provisoria para este predio, a fin de que en él pudiesen funcionar el Gabinete del Presidente de la República y otros órganos ligados directamente a este.

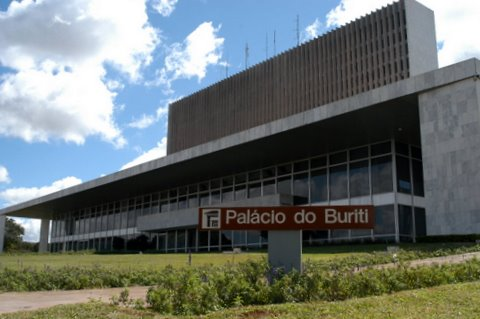

La mudanza fue posible porque el Palacio de Buriti no venía siendo utilizado como sede del Gobierno del Distrito Federal desde principios de 2007, cuando el entonces gobernador Arruda pasó a gobernar el Centro Administrativo (conocido como Buritinga), en Taguatinga. En esa ocasión, el presidente Luís Inácio Lula da Silva declaró que pretendía retornar al Palacio del Planalto incluso antes del final de su segundo mandato.

## Turismo
Enfrente del predio existe una réplica de la Lupa capitolina, ofrecida por la ciudad de Roma a la capital brasileña con ocasión de su inauguración el 21 de abril, la misma fecha de la fundación de Roma (21 de abril de 753 AC). En la parte interna de sus instalaciones hay un área destinada a las visitas públicas, en la que están exhibidos un busto de Ernesto Che Guevara y el mural "Sonhos, Realidade e Esperança" de Ruben Zevallos, que retrata la historia de Brasilia desde la profecía de Don Bosco hasta su construcción.